# ترلنگوا
ترلنگوا (به اسپانیایی: Torlengua) یک دهستان در اسپانیا است که در سریا واقع شده‌است.

## خصوصیات
ترلنگوا ۴۱ کیلومترمربع مساحت و ۹۷ نفر جمعیت دارد.